# Grom-Bach
Der Grom-Bach (innerhalb von Todenhausen auch Rehbach) ist ein linksseitiger Zufluss des Ohebachs, der komplett auf dem Gebiet der Gemeinde Frielendorf (Schwalm-Eder-Kreis) fließt.
Seine Quelle liegt südöstlich von Linsingen auf einer Höhe von 278 m. ü. NN. Von Linsingen fließt der Grom-Bach zuerst in nordöstliche Richtung, um nach ca. 600 Metern nach Nordwesten zu schwenken. Kurz vor Todenhausen schwenkt der Grom-Bach in östliche Richtung, die er am Ortsende von Todenhausen in südliche Richtung ändert, um auf Spieskappel zuzufließen. Bevor der Grom-Bach Spieskappel erreicht, schwenkt er wieder nach Nordosten und nimmt unmittelbar nach Unterqueren der Bundesstraße 254 den von Süden herankommenden Hohlenbach auf. Bis zur Mündung in den Ohebach (in der Nähe der Weidemühle) am nördlichen Ortsende von Frielendorf hat der Grom-Bach 4,65 km zurückgelegt und eine Höhendifferenz von ca. 36 Metern überbrückt.